# Kalkmalerier (film)
Kalkmalerier er en dansk dokumentarfilm instrueret fra 1954 med instruktion og manuskript af Jørgen Roos.

## Handling
I en ukommenteret billedfortælling på grundlag af forskellige perioders kalkmalerier i danske kirker gengives middelalderens opfattelse af verdens historie fra skabelse til dommedag og tilværelsens mening i liv og død.